# Nodaway County
Nodaway County is een county in de Amerikaanse staat Missouri.
De county heeft een landoppervlakte van 2.270 km² en telt 21.912 inwoners (volkstelling 2000). De hoofdplaats is Maryville.

## Bevolkingsontwikkeling

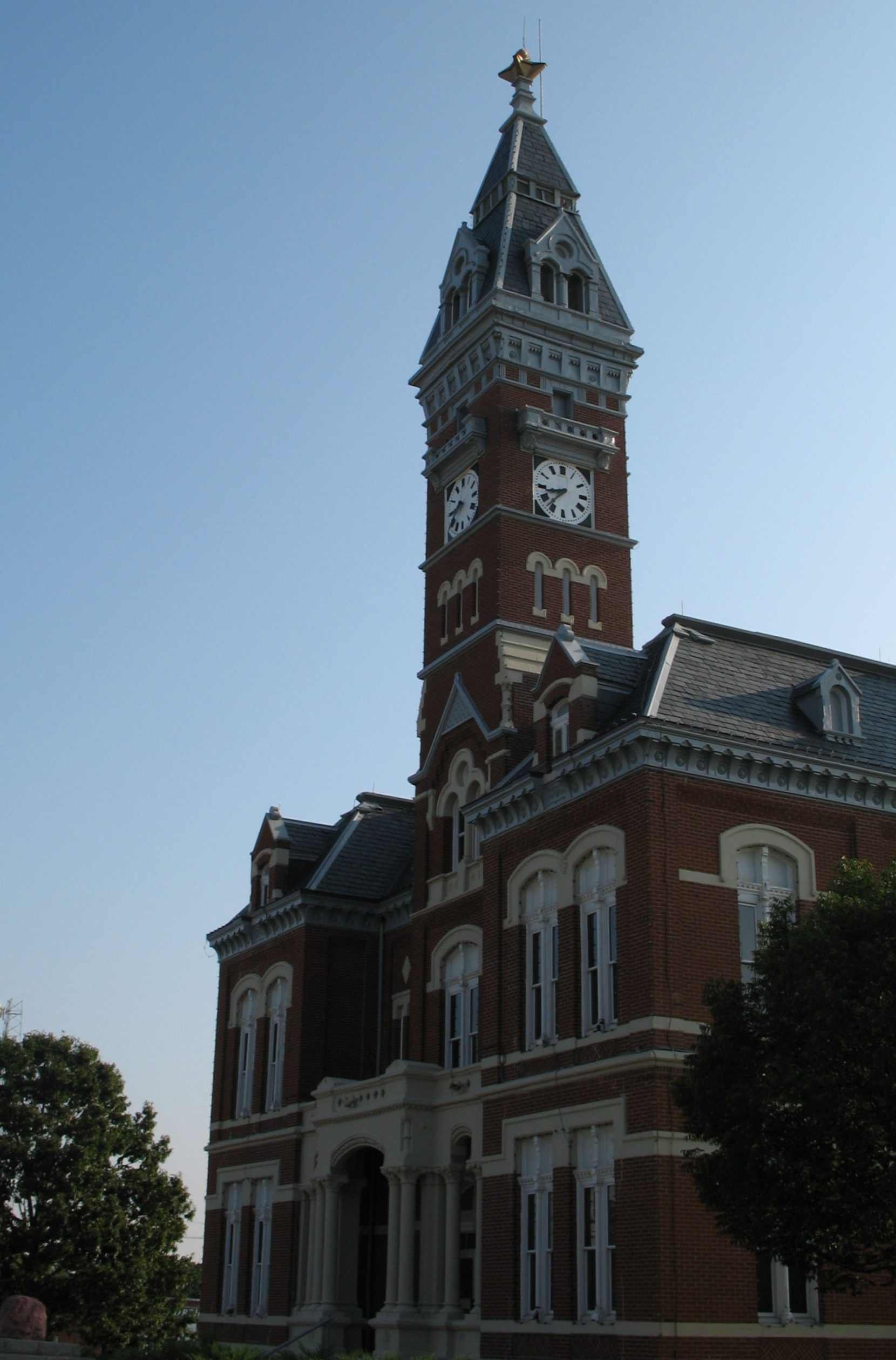
Nodaway County Courthouse